# Biela Club Manresa
El Biela Club Manresa és una entitat esportiva manresana fundada l'any 1958 que es dedica principalment a l'organització i participació en curses de cotxes i motos. Organitza, entre d'altres, el Ral·li 2000 Viratges el qual -disputat des de l'any 1959- és el ral·li actiu més antic de l'estat organitzat sota la tutela d'una mateixa escuderia i arribà a ser prova internacional durant la dècada de 1970.

## Història
Fundat el 23 de maig de 1958 i presidit per Francesc Grau i Vigué, el club nasqué com a resultat d'una escissió de Moto Club Manresa i fou constituït com a entitat el 1959. Al llarg dels anys, ha organitzat diverses proves de prestigi com ara la Pujada a Montserrat, el Trial del Bages, l'Enduro de Navarcles, el Motocròs de Manresa, el Mini-Rallye i el Ral·li Sprint (de terra).

## Afiliacions
L'entitat està afiliada a les següents federacions i estaments:
- Federació Catalana d'Automobilisme (FCA).
- Federació Catalana de Motociclisme (FCM).
- Real Federación Española de Automovilismo (RFEdA).
- Real Federación Motociclista Española (RFME).
- Federación Española de Vehiculos Antiguos (FEVA)